# Volvo Bussar

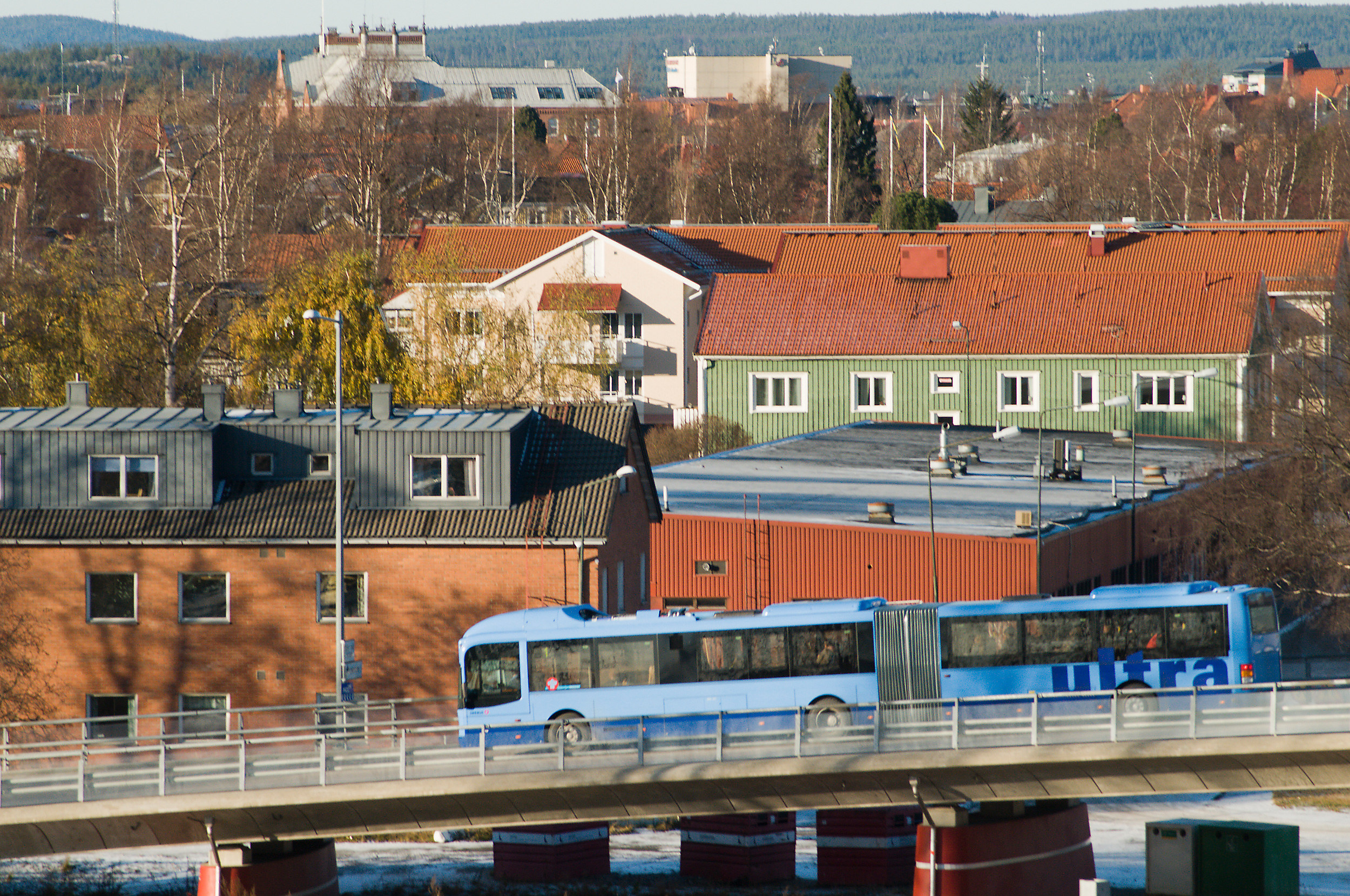
Volvo B9S (8500) årsmodell 2008 i Umeå.

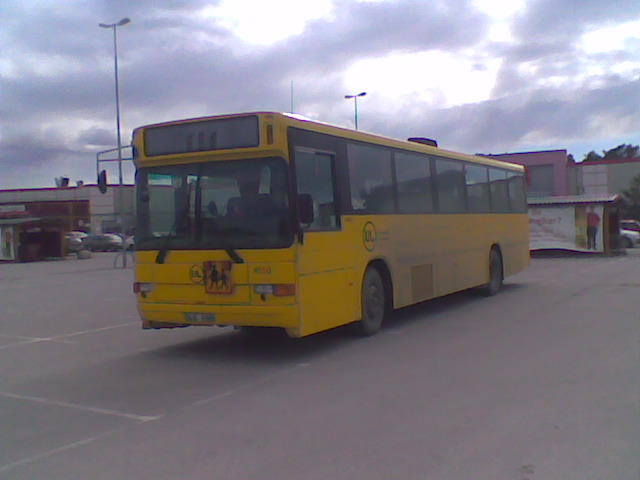
Volvo B10M hos Nobina Uppland våren 2011.

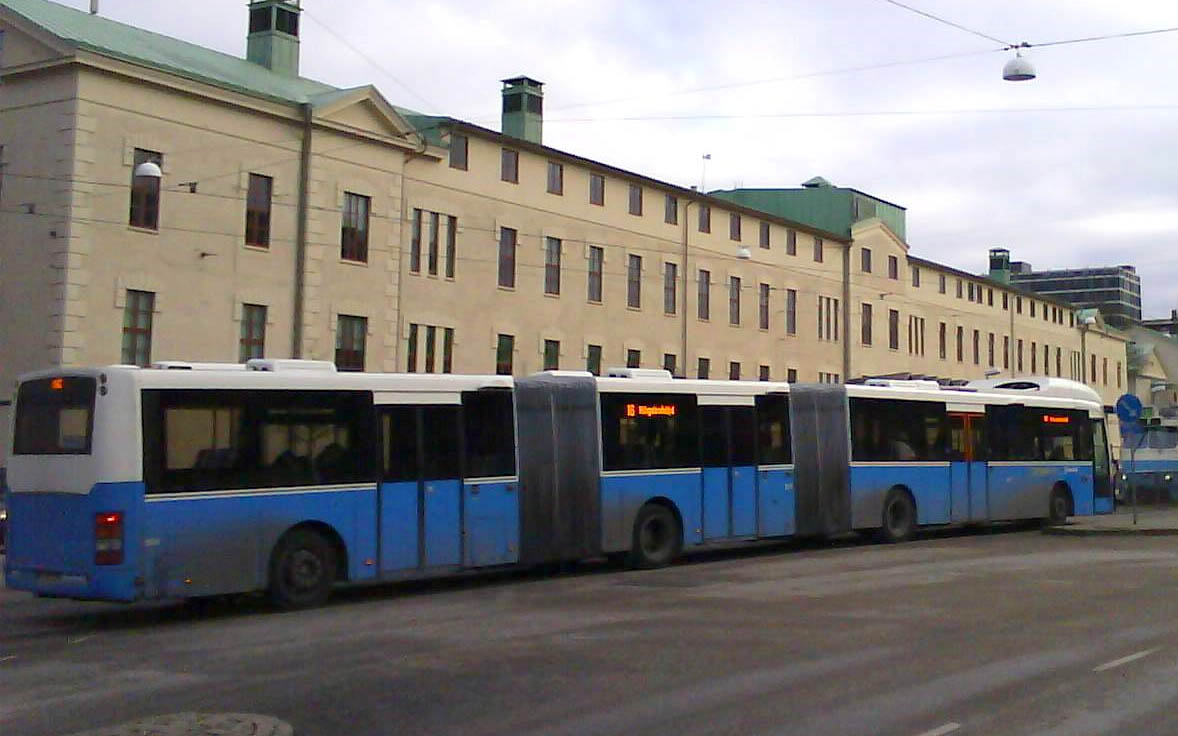
Dubbelledad Volvo 7500 med B9S-chassi, i Göteborg.

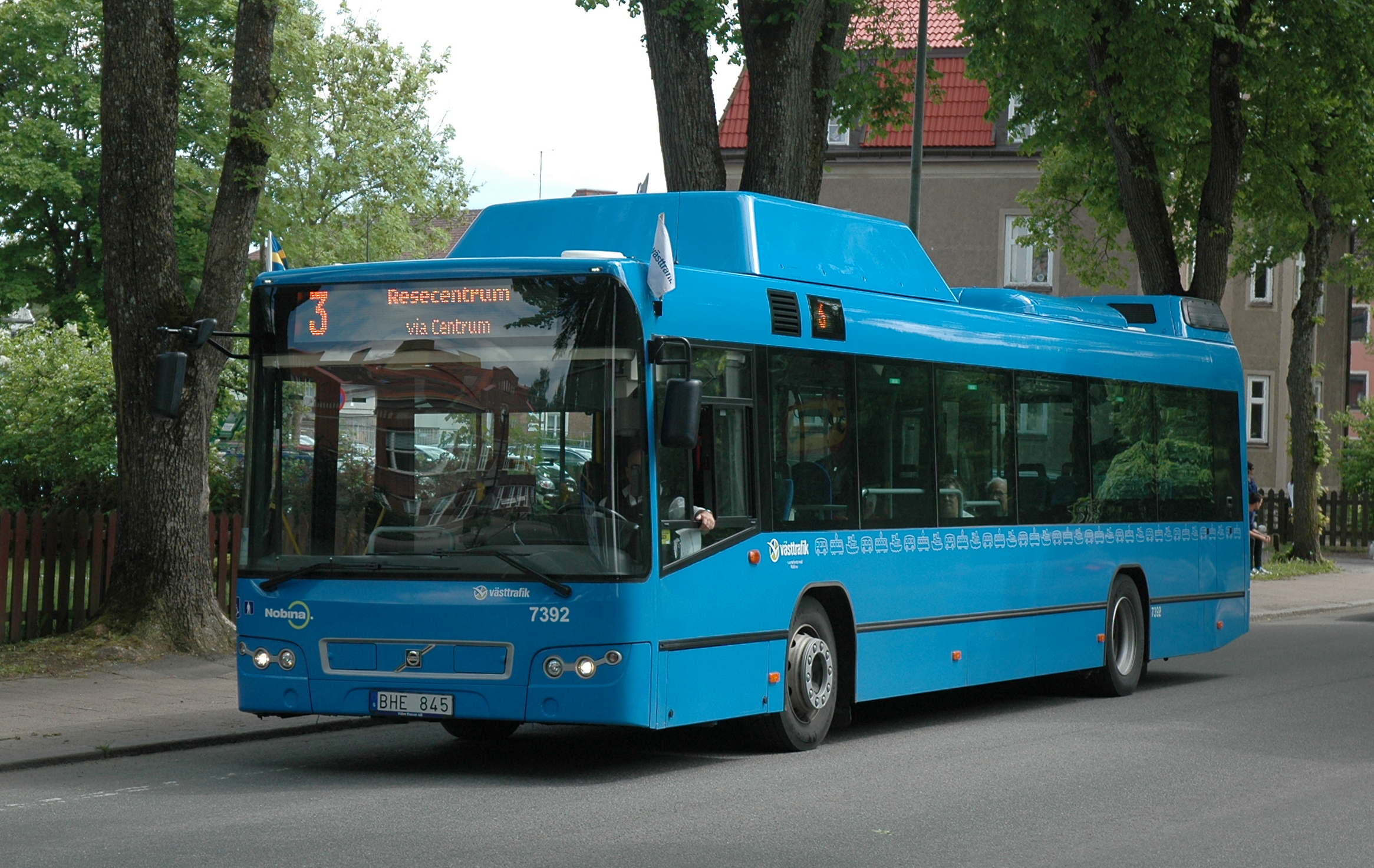
Volvo 7700 i Falköping sommaren 2012.

Volvo Bussar Aktiebolag är en svensk busstillverkare som ingår i Volvokoncernen.

## Historik
År 1928 byggdes den första Volvobussen på ett lastbilschassi. 
I slutet av 1920-talet introducerade Volvo sin första 6-cylindriga motor. Denna motor med en högre effekt gjorde då fordonen mera attraktiva. Efter det att vagnarna försågs med bromsar även på framhjulen, kunde man i en större utsträckning börja använda lastvagnschassierna även för bussar. Volvo LV67D, LV70D och LV72D chassier användes allmänt i bussar.
De första med specifika busschassier försedda fordonen levererades kring mitten av 1930-talet. Innan dess användes oftast lastvagnschassier, ibland modifierade redan i produktionen för att påbyggas till bussar.
I början levererades Volvo fordon enbart med ottomotorer men kring mitten av 1930-talet erbjöds för tunga fordon hesselmanmotorer. Hesselmanmotorn startades med bensin men kördes som varm med råolja (dieselbränsle). Förbränningen startades med gnista i hesselmanmotorn och inte genom kompressionen som i en verklig dieselmotor. Under andra världskriget levererades många bilar med gengasdrift. Först 1946 kunde man beställa en Volvo med dieselmotor.
År 1968 organiserades busstillverkningen i ett eget företag inom Volvokoncernen. Volvo köpte efter hand upp karosstillverkare som Säffle karosserifabrik i Säffle (1981), Drögmöller i Tyskland (1994) och Carrus i Finland (1998).
Volvo har tidigare, tillsammans med Scania, dominerat bussmarknaden i Sverige. Men allt eftersom utländska busstillverkare med liknande kvalitet börjat marknadsföras i Sverige efter landets inträde i EU, och att nya lagar som lagen om offentlig upphandling tillkommit, har Volvos marknadsandel minskat.
Mittmotorkonceptet, alltså med en liggande motor monterad under golvet mellan axlarna som Volvo länge höll sig vid lades ned i Europa på grund av svag efterfrågan. Under 2013 lades även fabriken i Säffle ner, varefter Volvo helt satsade på den större, 1996 invigda, fabriken i Wroclaw i Polen. Mittmotorkonceptet lever fortfarande kvar i fabriken i Brasilien.
Volvo B12M-ledbussar och dubbelledbussar tillverkas i fabriken i Curitiba i Brasilien. Det bussbaserade BRT-konceptet med ledbussar och särskilda bussfiler är populärt i miljon- och andra storstäder i Sydamerika.
Volvo var först i världen med att erbjuda en ledbuss med Euro 6-klassad hybriddrift, Volvo 7900, med Volvo B5LA-chassi. Den har blivit populär i många länder i Europa, till exempel Schweiz från 2013.
Under slutet av 2013 slutade Volvo att tillverka biogasbussar för den europeiska marknaden, för att helt satsa på hybridtekniken och helelektriska bussar hos bussar med alternativa drivmedel.
Volvo har på senare år valt att satsa mera på långfärds- och turistbussar, där man i Sverige fortfarande har en ganska stor marknadsandel.

## Beteckningarnas betydelse i modellnamnen

### Beteckningar på chassier av alla årgångar
- B# : Buss, B:et i början av beteckningarna talar om att det är en buss

### Beteckningar som används efter1978på alla chassier
- # : Numret i beteckningarna (till exempel B10M) betecknar vilken slagvolym motorn har, i detta fallet 10-liter
- A              : Articulated (ledbuss)
- B              : Liggande, längsmonterad bakmotor. Inofficiellt kan det även betyda boggiaxel hos vissa modeller, till exempel hos Volvo B10MB.
- BLE            : Liggande, längsmonterad bakmotor, lågentré
- D              : Dubbeldäckare med längsmonterad motor, används väldigt sällan. Förekommer i modellbeteckningen för dubbeldäckaren Volvo B10MD.
- DD           : Dubbeldäckare (bakmotor med längsmonterad motor, D11), Volvo 9700 DD (Carrus Delta, Finland)
- F              : Längsmonterad frontmotor
- H             : Hybridmotor
- L              : Helt lågt golv, sidmonterad, längsmonterad och stående eller liggande bakmotor.
- M              : Liggande, längsmonterad mittmotor
- R              : Stående, längsmonterad bakmotor
- RLE            : Stående, längsmonterad bakmotor, lågentré
- S              : Sidmonterad mittmotor, lågt golv eller lågentré
- T              : Dubbeldäckarchassi (Tvärställd bakmotor)

### Nyare beteckningar på karosstyp
På Volvos nyare bussar har man fyra nummer för att tala om vilken karosstyp/busstyp det är.
Den första siffran visar om bussen är avsedd för kortare turer eller långfärd, numera används numren 7, 8 och 9 där 7 är stadsbussar, 8 är intercity/medeldistansbussar och 9 är långfärds/turistbussar.
Den andra siffran talade tidigare om vilket material karossen är gjord i eller vilken tillverkare som tillverkar karossen, här användes vanligtvis 5 och 7, där 5 var aluminium (Säffle) och 7 var rostfritt stål (Carrus). Beteckningen 9 har förekommit och användes på de större bussmodeller som tillverkades av Drögmöller som Volvo köpt in sig i, till exempel Volvo 9900, det bolaget har dock lagts ned. Beteckningen 9 har från 2011 kommit tillbaka men används nu på medelstora bussar, den finns på bussar som tillverkas både i Säffle, Sverige och Wrocław, Polen.
De sista siffrorna används egentligen inte, de är mest som "utfyllnad" i modellnamnet, för att man inte skall blanda ihop med Volvos äldre personbilsmodeller till exempel Volvo 850. Dessa utfyllnadssiffror används internt inom Volvo Bussar: Volvo 7700 Hybrid med D5 motor = internt 7705LH, 8900LE med D8 motor = 8908RLE, 9700 med motor D11 = 9711R osv. 

#### Nyare beteckningar på färdiga bussar
- Volvo 7500
- Volvo 7700
- Volvo 7900
- Volvo 8500
- Volvo 8700
- Volvo 8900
- Volvo 9500
- Volvo 9700
- Volvo 9900
- Volvo 9700 (New coach 2017-)
- Volvo 9900 (New coach 2017-)
- Volvo 9700 DD

## Tillverkningsorter
- Borås, Sverige (från 1977, kompletta chassier samt komponentsatser för övriga monteringsfabriker)
- Uddevalla, Sverige (endast chassiramar)
- Wrocław, Polen (1996-2023[2], chassier och karosser)
- Curitiba, Brasilien (från 1977, chassier och karosser)
- Mexico City, Mexiko (från 1998, chassier och karosser)
- Québec, Kanada (från 1995, helägt 2005, chassier och karosser, märket Prevost)
- Bangalore, Indien (från 2008, karosser)
- Lundo, Finland (Carrus Delta Oy, från 1989, karosser)
- El Salheya El Gedida, Egypten (från 2023, endast karosser, i samarbete med MCV)

Chassierna tillverkas normalt i någon av ovanstående orter. Det förekommer även fristående företag som monterar ihop chassier i vissa länder. Då används normalt komponenter som fraktas till aktuell fabrik som "knock downs".
Karosserna tillverkas ofta av fristående tillverkare som har egna karossprodukter, anpassade till respektive lands lagar och traditioner.